# Albert Frère
Pour les articles homonymes, voir Frère (homonymie).
Albert Frère, né le 4 février 1926 à Fontaine-l'Évêque et mort le 3 décembre 2018 à Gerpinnes (Hainaut) est un baron et homme d'affaires milliardaire belge. Il est alors considéré comme la personne la plus riche de Belgique.

## Biographie
Albert Frère est souvent présenté comme le fils d'un marchand de clous (notamment dans sa région d'origine). Après le décès de son père, à la suite d'une pneumonie, sa mère est veuve à 40 ans avec trois enfants en bas âge : Gérard 10 ans, Marie-Andrée 8 ans et Albert 4 ans. Ainsi, très tôt ils doivent aider leur mère épaulée de leur oncle Léonce dans la gestion des Établissements Frère-Bourgeois, fabricant de clous, chaines et articles de ferronnerie. Conquérir un mythe national — Pétrofina — pour cet homme né dans un petit village wallon, sans diplôme, toujours rejeté par l'establishment malgré sa richesse, a été un but ultime.

### Parcours d'investisseur
Dès la fin des années 1940, Albert Frère construit les bases de sa fortune sur le commerce de l'acier, puis sur la sidérurgie et particulièrement sur sa Société carolorégienne de laminage, CARLAM. Albert Frère vend notamment de l'acier dans les pays communistes après la guerre de Corée (1953), profitant des prix élevés et de la pénurie, selon son biographe José-Alain Fralon. Ceci fait rapidement de lui un membre éminent du patronat de Belgique. Il fait, dès l'âge de 30 ans, l'acquisition d'entreprises actives dans la sidérurgie wallonne, en particulier dans la région de Charleroi.
En 1975, Albert Frère est le roi du bassin sidérurgique de Charleroi, mais la conjoncture se retourne : effondrement des prix, hausse brutale du coût des matières premières, des salaires, de l'énergie,. La crise de la sidérurgie débute, l'État belge intervient et les deux bassins de Liège et Charleroi sont quasiment nationalisés (notamment Cockerill). En 1979, l'État injecte 1,5 milliard de francs belges pour sauver la sidérurgie de Charleroi et débourse 735 millions pour ne prendre qu'une participation minoritaire de 49 % dans le capital de Frère-Bourgeois commerciale, la société de négoce qui empoche toutes les commissions sur les ventes d'acier, que les prix soient hauts ou bas. En 1982, Albert Frère décide de quitter le navire de la sidérurgie, du moins la production, mais pas sa vache à lait, la commercialisation exclusive de l'acier wallon. Alors que la sidérurgie perd des milliards, Albert Frère continue à faire des bénéfices en touchant ses commissions. L'État veut nationaliser la commercialisation, Albert Frère la lui cède pour 1,125 milliard de francs belges.
Après l’acier, il réinvestit alors le capital libéré en s'intéressant à la banque, l’assurance, l’énergie et les médias. Il crée en 1981, avec l'aide du financier canadien Paul Desmarais, la holding suisse Pargesa, profitant des nationalisations du Gouvernement socialiste de Pierre Mauroy en France.
En 1982, Albert Frère débourse 2,6 milliards de francs belges pour acquérir 35 % du capital du Groupe Bruxelles Lambert (GBL). Cette entrée dans le milieu feutré de l'establishment bruxellois est une nouvelle revanche pour Albert Frère, le commerçant self-made man carolo méprisé par les élites bruxelloises qui régnaient sur les charbonnages du pays noir. Il va prendre progressivement le contrôle de GBL grâce au soutien de différents alliés, dont Paul Desmarais qui deviendra son plus fidèle partenaire en affaires. Via GBL, il hérite de participations qui vont s'avérer déterminantes dans la suite de son aventure : Tractebel, BBL, CLT et la plus belle d'entre toutes à ses yeux, Petrofina.

### Le roi du CAC 40
À la fin des années 1990, Albert Frère se retire progressivement du paysage économique belge.
Fait baron par le roi Albert II en 1994, il prend 50% du grand cru de Saint-Emilion, le Château Cheval Blanc en 1998 avec Bernard Arnault.
C'est dans le secteur des médias qu'Albert Frère réalise l'une de ses meilleures affaires. Le rachat de GBL en 1982 lui a permis d'acquérir une participation dans la CLT (Compagnie luxembourgeoise de télédiffusion), maison-mère de RTL. En avril 1996, Frère noue une alliance avec la CLT et UFA, le pôle audiovisuel du géant allemand de l'édition Bertelsmann. Quatre ans plus tard, la CLT-UFA s'allie à son tour au pôle télévisé du groupe anglais Pearson pour donner naissance à RTL Group, le premier groupe audiovisuel d'Europe. GBL en détient 30 %, qu'Albert Frère échange en 2001 contre 25,1 % dans Bertelsmann. Le 1er juillet 2006, il revend sa participation à la famille Mohn, actionnaire familial de Bertelsmann pour 4,5 milliards d'euros, enregistrant au passage une plus-value de 2,4 milliards d'euros.
En 2002, la CNP d'Albert Frère et la holding Ackermans & van Haaren s'entendent pour acquérir chacun 50 % des actions de la société GIB (Groupe GIB).
GBL est en 2005 détenteur de participations dans la compagnie pétrolière Total (à hauteur de 4 %, via ses participations premières dans Petrofina), dans le groupe financier et industriel Suez (à hauteur de 7,2 % ; 8,3 % en 2006), dans le groupe de matériaux Imerys (à hauteur de 30,7 %) et dans le cimentier Lafarge (21,1 %), dans lequel sa participation monte sensiblement depuis la fin de 2005. Fin 2005, il rachète le groupe de restauration Flo à Jean-Paul Bucher, mais cède Quick en 2007 à la Caisse des dépôts et consignations.

#### La fusion deGaz de Franceet de Suez
Son ami et protégé Nicolas Sarkozy, alors ministre de l’Économie, promet en 2004 qu'il n’y aura pas de privatisation de Gaz de France, mais plus de trois ans plus tard, GDF fusionne avec Suez, et l’État français devient minoritaire. En 2008 Frère est pressenti pour être vice-président de GDF Suez.

### Dernières années
Une nouvelle ère s'ouvre dans l'histoire d'Albert Frère, plutôt que de posséder des positions de contrôle dans de grandes entreprises belges, il détient de petites participations dans des groupes de taille européenne, voire mondiale. Cela lui permet de profiter de la tendance à la globalisation de l'économie, mais c'est au prix d'une perte d'influence.
Il quitte en février 2015 la direction de GBL. Il est également proche de milliardaires français comme Bernard Arnault, ainsi qu'Alain Minc à qui il téléphone tous les samedis.
La presse annonce le 27 janvier 2016 le rachat de Looping Group, groupe de loisirs et de vacances à ancrage régional, par la société d'investissement belge Ergon Capital Partners qui appartient au Groupe Bruxelles Lambert,. Il gère onze parcs de loisirs répartis dans cinq pays européens. Ils sont de type parc d'attractions, aquarium public, parc miniature ou parc aquatique.
Il meurt à 92 ans à Gerpinnes le 3 décembre 2018 des suites d'un cancer du poumon.

### Investissements culturels
Très influent dans le milieu de la finance parisienne, Frère, qui se partage entre Paris et Gerpinnes, cultive aussi un goût éclectique pour les œuvres d’art et les grands crus (voir le Château Cheval Blanc).

### Famille
Albert Frère a été marié deux fois : de son union avec Nelly Depoplimont, il a eu Gérald (lui-même père de Cédric). De son deuxième mariage, avec Christine Hennuy (Thuin 1946 - Bruxelles 2023), il a eu Ségolène (7 juin 1977), femme d'Ian Gallienne, administratrice de GBL, et créatrice de la marque de vêtements pour enfants CdeC en partenariat avec Cordélia de Castellane, et Charles-Albert, décédé en 1999 dans un accident de voiture, à l'âge de 19 ans, en mémoire de qui a été créée la fondation caritative portant son nom.

## Actionnariat (avril 2009)

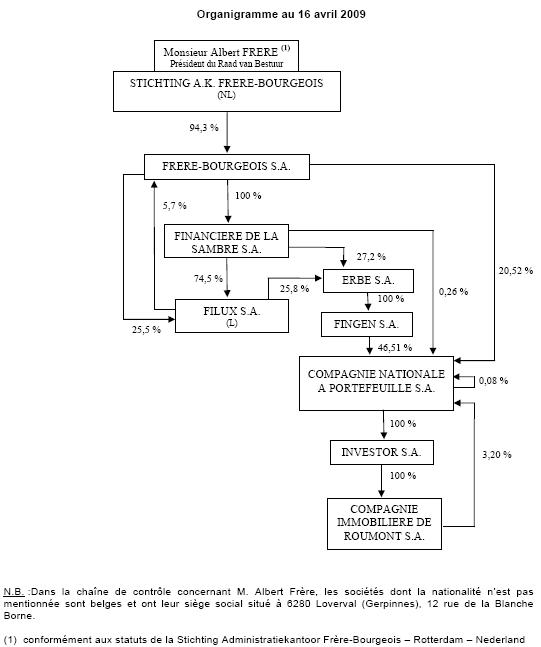
Actionnariat du Groupe Frère en 2009.

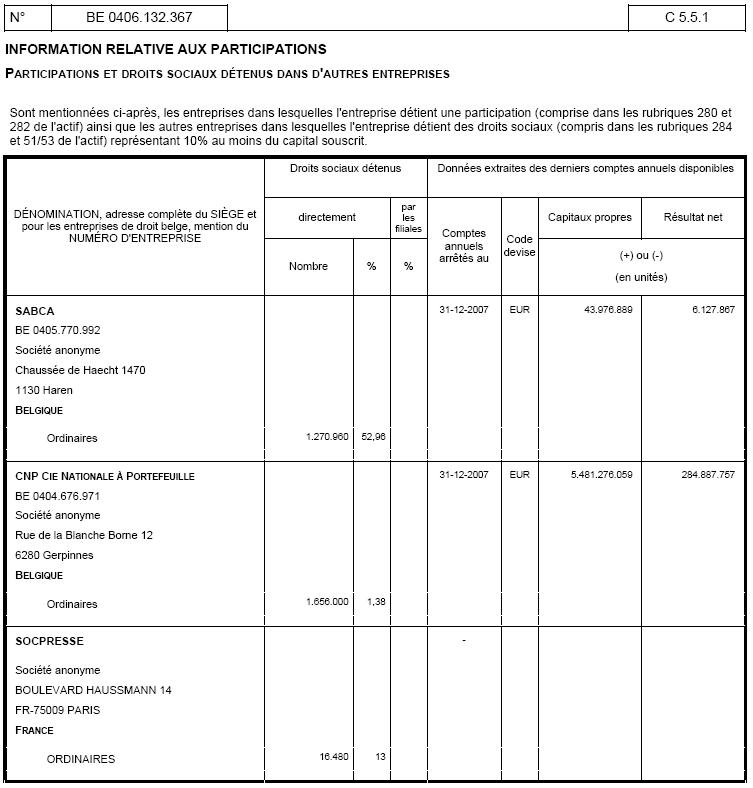
Le Groupe Dassault détient 1,38 % de la CNP (source comptes annuels publiés à la Banque Nationale de Belgique).

## Participations (mai 2009)
Frère-Bourgeois, point de départ des sociétés, est devenue, en 2009 une société holding. Elle détient 53 % de la holding ERBE, 18,9 % de la société d'investissement CNP, et 10,5 % de la holding Agesca Nederland. Ce nom de société, Frère-Bourgeois, est issu des parents d'Albert Frère, Madeleine Bourgeois étant sa mère,,,.

## Fonctions et mandats sociaux
Albert Frère a été :
- Régent honoraire de la Banque nationale de Belgique ;
- Président du conseil d’administration du groupe Bruxelles Lambert, de ERBE, de Frère-Bourgeois, de la Financière de la Sambre, de FINGEN SA, de Stichting Administratiekantoor Frère-Bourgeois (Pays-Bas), de Petrofina ;
- Vice-président du conseil d’administration de Pargesa Holding ;
- Président du conseil de surveillance de M6 ;
- Président honoraire de la Chambre de commerce et de l’industrie de Charleroi ;
- Administrateur de LVMH, Château Cheval Blanc, Raspail Investissements, Gruppo Banca Leonardo (Italie), Suez ;
- Membre du conseil de Assicurazioni Generali SPA.

## Fortune
En 2007, la fortune d'Albert Frère était estimée à 3,1 milliards d'euros. Frère est alors le seul Belge présent dans la liste des personnalités les plus riches du monde, établie par le magazine Forbes. En 2018, Forbes le classe 281e personne la plus riche du monde avec une fortune évaluée à 6,2 milliards d'euros (5,8 milliards d'euros à la date de son décès). Il est considéré à sa mort comme la personne la plus riche de Belgique,.

## Distinctions

### Décorations
- Grand-croix de la Légion d'honneur (26 février 2008)
- Grand officier de l'ordre de Léopold (arrêté royal du 27 octobre 2004)[34]
- Croix d'officier de l'ordre du Mérite[réf. nécessaire]

### Titre nobiliaire
Albert Frère est anobli par le roi Albert II de Belgique, qui lui concède la noblesse héréditaire et le titre personnel de baron en 1995. En 2018, il bénéficie d'une nouvelle faveur nobiliaire octroyée par le Roi Philippe : il obtient une extension de son titre de baron à tous ses descendants.
Sa devise est Amat victoria curam (« La victoire aime qu’on s’occupe d’elle »), tirée du chant d'hyménée de Catulle (62, 16) :
Non facilis nobis, aequales, palma parata est ;
Aspicite, innuptae secum ut meditata requirunt.
…
Nos alio mentes, alio divisimus aures ;
Iure igitur vincemur ; amat victoria curam.
(Traduction : La palme de la victoire qui s'offre à nous, compagnons, ne s'obtiendra pas facilement ; regardez bien combien ces filles vierges se fixent en leurs pensées (…) Quant à nous, nous tournons nos esprits d'un côté et nos oreilles de l'autre, c'est donc à juste titre que nous sommes vaincus : car la victoire aime qu'on s'occupe d'elle).

### Article de presse
- B. Delvaux et J.-F. M., « Albert Frère voulait surtout faire des affaires », Le Soir,‎ 4 décembre 2018, p. 4-5 (lire en ligne).